# Medicina

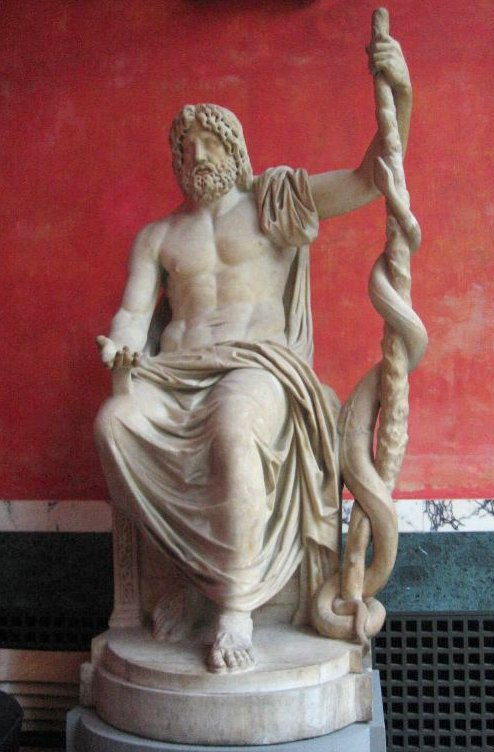
Estátua de Asclépio, deus da medicina na mitologia grega, segurando seu bastão que é o símbolo da medicina.

Medicina é uma das muitas áreas do conhecimento ligada à manutenção e restauração da saúde. Ela trabalha, num sentido amplo, com a prevenção e cura das doenças humanas e animais num contexto médico. Lida com ações de saúde pública e ambiental, incluindo a saúde animal, promoção, prevenção, controle, erradicação e tratamento das doenças, traumatismos ou qualquer outro agravo à integridade e bem-estar animais, além do controlo de sanidade dos produtos e subprodutos de origem animal para o consumo humano e animal compreendem a área da medicina da responsabilidade do profissional de saúde médico veterinário.
Segundo a Organização Mundial da Saúde, saúde não é apenas a ausência de doença. Consiste no bem-estar físico, mental, psicológico e social do indivíduo. É um estado cumulativo, que deve ser promovido durante toda a vida, de maneira a assegurar-se de que seus benefícios sejam integralmente desfrutados em dias posteriores. Nesse contexto, diretrizes de organizações supranacionais compostas por eminentes intelectuais do globo relacionados à área de saúde estabeleceram um novo paradigma de abordagem em medicina. O santo patrono da medicina é São Lucas.

## Conceito
Medicina, derivada do latim ars medicina, significa a arte da cura.
A Medicina tem dois aspectos: é uma área de conhecimento (isto é, uma ciência) e é uma área de aplicação desse conhecimento (as profissões médicas). A Medicina baseada em evidências é uma tentativa de ligar esses dois aspectos (ciência e prática) através do uso do método científico, buscando através de técnicas e pesquisas científicas o melhor tratamento para um determinado paciente.
Às vezes, pode ser difícil distinguir entre ciência médica e profissão em medicina. Os vários ramos especializados da medicina são estudados por ciências básicas especializadas e por correspondentes profissões médicas, igualmente especializadas, que lidam com órgãos, sistemas orgânicos e suas doenças. As ciências básicas da medicina frequentemente são as mesmas de outras áreas como a biologia, a física e a química.
Existem várias áreas ligadas à ciência da saúde ou ciência médica: medicina dentária ou odontologia, serviço social, psicologia, enfermagem (o cuidado com o paciente doente), farmácia, biologia, biomedicina, fonoaudiologia, educação física, fisioterapia, terapia ocupacional, nutrição, protética e bioengenharia.
Podem-se incluir também diversas profissões auxiliares (de nível médio) no Brasil entre estas se destacam os Agentes Comunitários de Saúde, função equivalente aos Médicos de pés descalços na China, os Agentes de Controle de Endemias ou Zoonoses; Os Auxiliares de Saneamento e Inspetores Sanitários; Os Auxiliares de Laboratório (bioquímica), Auxiliares de enfermagem, Auxiliares de Nutrição e Odontologia ou Técnicos de Higiene Dental. Em algumas regiões ainda se encontram parteiras capacitadas e supervisionadas por centros de obstetrícia. Especialistas de Saúde Pública têm enfatizado a importância dessas profissões especialmente por sua capacidade de resolver os agravos mais frequentes da população e principalmente por realizar serviços de prevenção (medicina preventiva) e promoção da saúde no modelo de atenção à saúde da família.
O médico, quando nos últimos anos da faculdade de medicina, realiza internato hospitalar em diversas áreas como clínica médica, cirurgia geral, pediatria e ginecologia e obstetrícia. Em algumas faculdades brasileiras já foi introduzido também o internato obrigatório em saúde coletiva, com estágios em medicina preventiva e social e medicina de família e comunidade.
O conceito de Medicina tradicional refere-se a práticas, abordagens e conhecimentos, incorporando conceitos materiais e mentais, técnicas manuais e exercícios, aplicados individualmente ou combinados, a indivíduos ou a colectividades, de maneira a tratar, diagnosticar e prevenir doenças, ou visando a manter o bem-estar.

## História

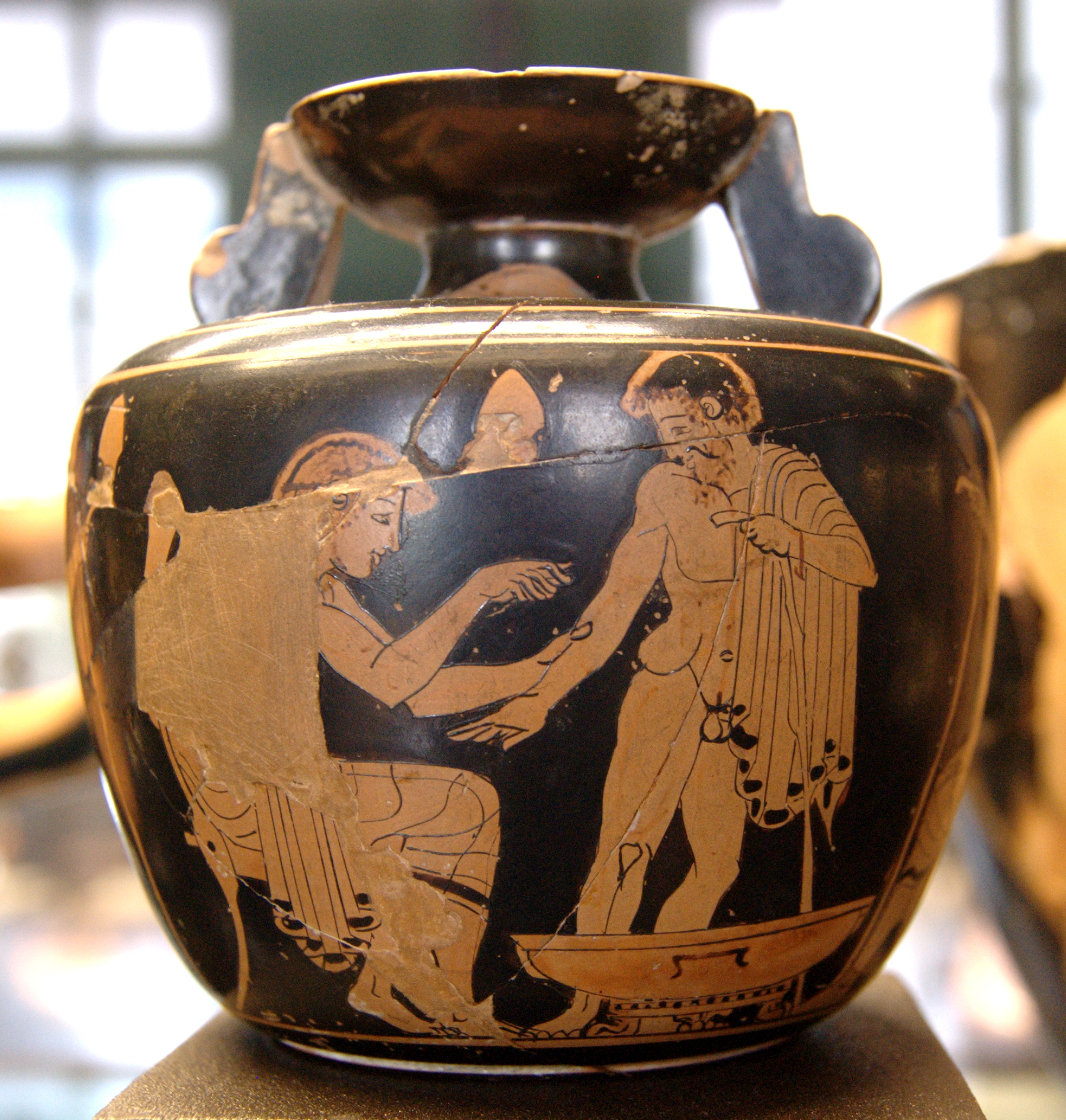
Médico tratando um paciente. Museu do Louvre, Paris, França.

Existem duas versões da origem da medicina. Segundo os países xiitas, a medicina surgiu no Império Aquemênida e segundo a tradição ocidental, Hipócrates é considerado o pai da medicina. Considera-se que viveu entre 460 a 377 a.C. e deixou um legado ético e moral válido até hoje. Precursor do pensamento científico, procurava detalhes nas doenças de seus pacientes para chegar a um diagnóstico, utilizando explicações sobrenaturais, devido à limitação do conhecimento da época. Ainda antes da era cristã, Asclepíades de Bitínia tentou conciliar o atomismo de Leucipo e Demócrito com a prática médica. No primeiro século de era cristã, Cláudio Galeno, outro médico grego, deu contribuições substanciais (baseado em dissecções de animais) para o desenvolvimento da medicina.
Na Idade Média os religiosos assumiram o controle da arte de curar através de medicamentos e deixaram para os barbeiros-cirurgiões, que já lidavam com a navalha, a realização de sangrias, supostamente eficazes na cura de doenças, e também de amputações nos campos de batalha, em uma época em que não havia anestesia.
Em 1865, Louis Pasteur teorizou que as infecções eram causadas por seres vivos. Foi ele o inventor do processo de pasteurização, muito utilizado no leite. Lister, em 1865, aplicou pela primeira vez uma solução anti-séptica em um paciente com fraturas complexas, com efeito profilático na infecção. Iniciou-se uma nova era. Em 1928, Alexander Fleming descobriu a penicilina ao observar que as colônias de bactérias não cresciam próximo ao mofo de algumas placas de cultura. Surge uma nova era: a dos antibióticos, que permitiu aos médicos curar infecções consideradas mortais.

## Medicina por país

### Brasil

#### Formação
No Brasil o curso de medicina é oferecido em forma de graduação (6 anos) sendo o ensino médio o único pré-requisito para o ingresso no curso.
O tempo médio de formação em medicina no Brasil é de 6 anos. Após formar-se médico, pode-se fazer especialização ou uma residência médica que irá depender da especialidade e sub-especialidade que optar. Para entrar em um programa de residência médica, o médico deve ser aprovado e classificado em concurso de âmbito internacional e, devido ao grande número de médicos que se formam a cada ano, vem aumentando o número de profissionais que conseguem ser aprovados neste concurso. Estes médicos acabam optando por fazer especialização em curso normal de pós-graduação, que muitas vezes não apresentam o mesmo nível de qualidade exigido para um programa de Residência.[carece de fontes?]
No Brasil há 342 escolas médicas, com 35 388 vagas oferecidas (dados de outubro de 2020). O estado de São Paulo é o que mais possui faculdades (67 no total), seguido de Minas Gerais com 48 escolas. Há uma oferta desproporcional das vagas no país: o estado do Tocantins oferece uma vaga para 3 376 habitantes. No Amapá, o estado com menos vagas, a proporção é de uma vaga para 12 515 habitantes.
A Faculdade de Ciências Médicas de Minas Gerais é a que mais forma médicos, com 342 vagas anuais (dados de outubro de 2020). As faculdades com menor número de vagas são da Universidade de Pernambuco (campus de Serra Talhada) e a Faculdade Metropolitana São Carlos, em Itabapoana, no estado do Rio de Janeiro, ambas com 20 vagas/ano.
Segundo dados de maio de 2021, a mensalidade mais cara é da Faculdade São Leopoldo, em Campinas e Araras, estado de São Paulo: R$ 12,850,00 com o conceito Enade 3. A mais barata é da Faculdade UnirG, em Gurupi, estado do Tocantins: R$ 3,754,81 com o conceito Enade 2.
No Brasil, para ser um especialista, o médico deve realizar uma residência médica e prestar um concurso junto a associação médica da especialidade, que é reconhecido pela Associação Médica Brasileira e homologado pelo Conselho Federal de Medicina (CFM), sem o qual ele é apenas médico, sem especialidade. Até para ser considerado Clínico, o médico deve fazer Residência em Clínica Médica, com duração mínima de 2 anos.

A medicina tem muitas especializações possíveis, algumas subespecializações e as denominadas "áreas de atuação".

No Brasil elas são regulamentadas em Resolução expedida pelo Conselho Federal de Medicina (CFM).

#### História

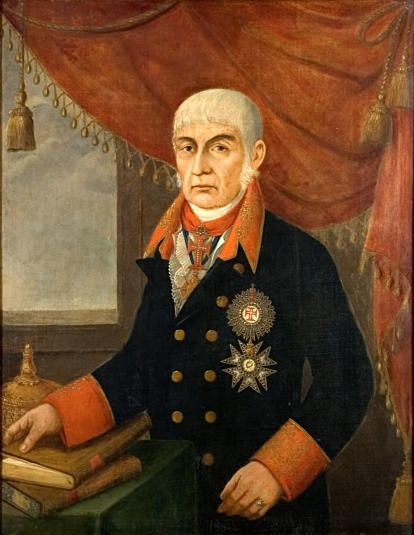
O médico pernambucano Correia Picanço é considerado o "Patriarca da Medicina Brasileira".

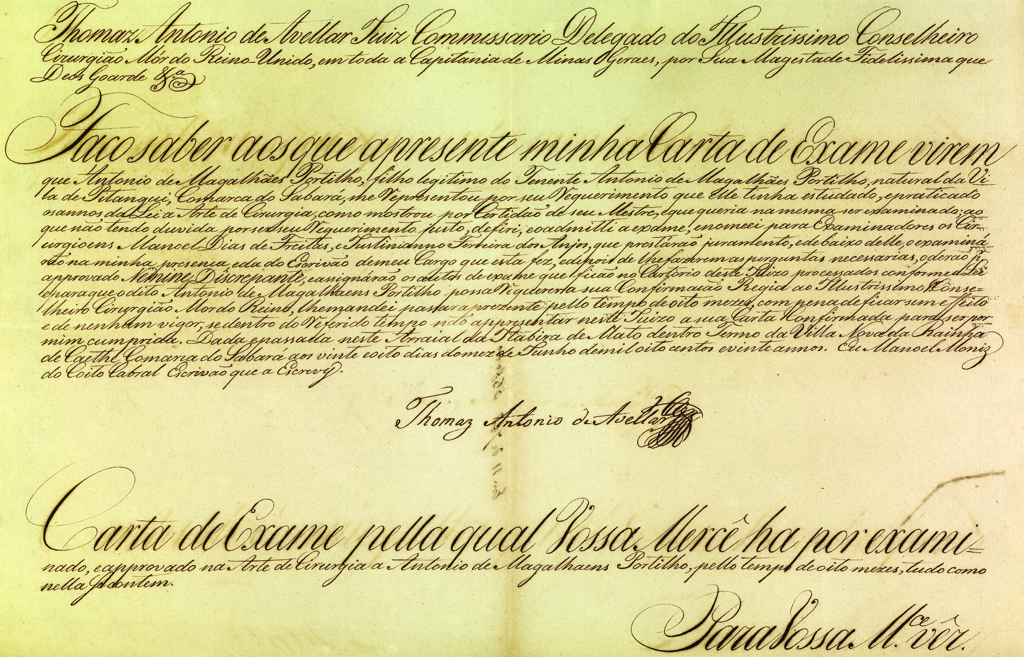
Carta de exame para exercer a arte da cirurgia no Brasil, 1820. Arquivo Nacional.

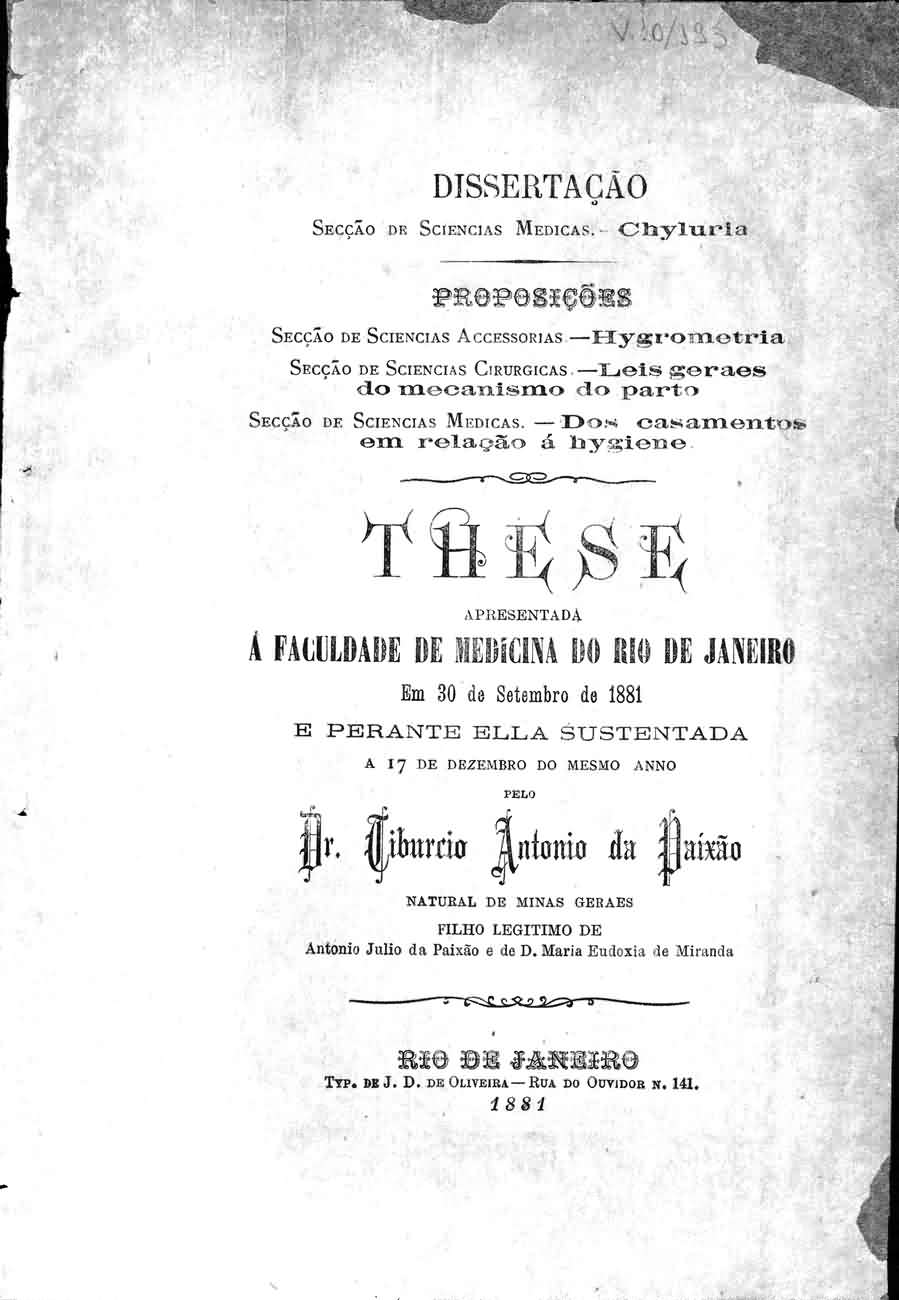
Tese médica de Tibúrcio Antônio da Paixão de 1881.

Até o século XIX floresciam curandeiros, alguns charlatães, feiticeiros. O primeiro médico prático do Rio de Janeiro foi Aleixo Manuel, o velho, em meados do século XVII. Os caboclos empregavam a medicina dos pajés e os negros, seus amuletos e ervas. Os cirurgiões-barbeiros eram os responsáveis pela prática de prescrição de drogas, sangrias e atendimento aos partos difíceis. Não havia faculdade de medicina e os cariocas que desejavam fazer o curso eram obrigados a ir estudar em Coimbra. A medicina do tempo do Primeiro Reinado, embora D. João VI tivesse trazido alguns bons médicos para o Rio de Janeiro, era do "tipo caseiro": rodelinhas de limão nas frontes para enxaquecas, suadouros de sabugueiro e quina, para as febres: cataplasmas contra a asma: antipirina para as dores de cabeça; banhos de malva para as dores nas cadeiras; um "cordial" contra a insônia e, para os loucos, o Hospício, na Praia Vermelha.
O Rio de Janeiro foi sempre no tempo colonial um verdadeiro "campo experimental" para remédios, tal sua quantidade. Além de serem imitados os de Portugal, havia especialidades indígenas ou africanas. Na Farmacopeia de Vigier, de 1766, são anotados: para a sífilis, carne de víbora em pó; para a tuberculose pulmonar ou "chaga de bofe", açúcar rosado com leite de jumenta ou cabra; para a verminose, raspas de chifre de veado; para a calvície, pomada de gordura humana retirada dos enforcados; nas anginas, pescoço de galo torrado e pulverizado; para panarícios, pasta de minhocas; havia chás feitos com excrementos de gatos e cães, percevejos, urina, carne e pele de sapos e lagartixas. Uma emulsão conhecida como ´da castidade´ era dada a padres e freiras como antiafrodisíaco: levava água de alface, rosas e sementes de papoulas.
Após abrir os portos do Brasil às nações amigas de Portugal, D. João VI assinou em 18 de fevereiro de 1808, por influência do Cirurgião–mor do Reino José Correia Picanço, o documento que mandou criar a Escola de Cirurgia da Bahia, atualmente parte da Universidade Federal da Bahia, e deu início ao ensino da medicina no país. A Faculdade de Medicina da UFRJ foi criada meses depois, por Carta Régia assinada em 5 de novembro de 1808, com o nome de Escola de Anatomia, Medicina e Cirurgia e instalada no Hospital Militar do Morro do Castelo.
Em 30 de junho de 1929 é fundada no Rio de Janeiro a Academia Nacional de Medicina por Joaquim Cândido Soares de Meireles, seu primeiro presidente. Antes da instituição ser chamada de Academia Nacional de Medicina, havia tido dois outros nomes. Há cem membros titulares que ingressam na instituição mediante apresentação de teses científicas. Numa de suas dependências, um pequeno museu mostra, por exemplo, o primeiro estetoscópio chegado ao Brasil.
A interiorização do ensino da medicina começou somente em 1950 quando foi fundada a primeira faculdade de medicina do interior do Brasil, a Faculdade de Medicina de Sorocaba da PUC-SP.
Em 13 de junho de 1954 o diretor do Instituto Brasileiro de História da Medicina plantou no Jardim Botânico do Rio uma muda vinda da árvore de Hipócrates, multimilenar, que ainda existe na ilha de Cós, na Grécia.

#### Distribuição de médicos
A desigualdade na distribuição de médicos no Brasil acompanha outros abismos sociais existentes no país. Apesar de haver um médico para cada 549 brasileiros — índice superior ao recomendado pela Organização Mundial de Saúde (OMS), de um para cada mil pessoas —, sete em cada 10 profissionais habilitados para atuar no país trabalham nas regiões Sul e Sudeste. Com isso, enquanto no Rio de Janeiro há um profissional para cada 289 habitantes, no outro extremo, os maranhenses dispõem de um médico para cada 1 848 pessoas. Os dados são de um novo balanço do Conselho Federal de Medicina (CFM).
Há cerca de 347 mil médicos espalhados por todo o Brasil. Não fosse a disparidade na repartição desses profissionais, poderia ser dito que a situação brasileira é melhor que a de países como o Japão (com um médico para cada 952 habitantes), Reino Unido (um para 869 pessoas) e Argentina (um para 740). A média recomendada pela OMS visa garantir que a população tenha assistência médica, assim como os profissionais tenham um número satisfatório de pacientes. No ranking brasileiro, o Paraná ocupa o 7.° lugar, com um profissional para cada grupo de 586 habitantes.
Em estados do Norte e do Nordeste, as capitais reúnem quase 90% dos profissionais. Segundo o Sistema Integrado de Entidades Médicas, em março do ano passado havia 575 médicos habilitados no Acre. Destes, 427 (74%) trabalhavam na capital, contabilizando um médico para cada 716 habitantes. Os outros 21 municípios dividiam 119 profissionais, cada um deles responsável por 3 236 habitantes. No interior de Roraima, a proporção passa de um médico para 10 mil pessoas.

### Portugal

#### Formação
Em Portugal o curso de medicina é oferecido a nível de pós-graduação stricto sensu, sendo necessário como pré-requisito, antes o indivíduo ter se graduado em alguma licenciatura (3 a 4 anos) em áreas que envolvem a saúde como biologia, enfermagem, farmácia, entre outras e após se ingressar no mestrado em medicina (3 anos) ou fazer o mestrado integrado em medicina que permite o ingresso em uma licenciatura (3 anos) que vai envolver matérias básicas de biologia geral e saúde e após isso, o mestrado (3 anos) em si que é o curso capacitador.

#### Distribuição de médicos
Em 2016, Portugal tem 49 152 médicos inscritos na Ordem e 29 642 a trabalhar para os serviços públicos. Portugal já teve 191 médicos por 100 mil habitantes, em 1980. Em 2014 tem 442.
Em 2017, o concelho de Leiria possui 3,5 médicos por mil habitantes, o pior rácio entre as 18 capitais de distrito, que está abaixo da média nacional (4,3). No pólo oposto, surge o município de Coimbra que regista um rácio de 31,6 médicos por cada mil moradores.
Em 2019 estão inscritos na Ordem dos Médicos 54 500 profissionais (incluí os reformados e os que estão a exercer fora do país).

### Estados Unidos e Canadá
Nos Estados Unidos e Canadá, assim como em Portugal o curso de medicina também é uma pós-graduação stricto sensu, sendo que antes do indivíduo se ingressar na pós-graduação em medicina (MD) ou medicina osteopática (DO), deve ter feito graduações que envolvam conteúdos das áreas de ciências que na maioria das vezes são graduados em biologia, química, física, entre outros desde que contenham o mínimo de matérias biológicas equivalentes exigidas.

## Especialidades médicas
Algumas disciplinas ministradas durante o curso de medicina:
- Anatomia é o estudo da estrutura macroscópica física dos organismos. Estuda as grandes estruturas, o esqueleto, a musculatura, os vasos sanguíneos arteriais e venosos, bem como os vasos linfáticos e nervos, órgãos e estruturas anexas;
- Bioética é o estudo do relacionamento entre biologia, medicina e filosofia, especialmente da disciplina ética e metafísica;
- Cirurgia cardiovascular atua na cirurgia do coração;
- Citologia é estudo das células individuais e de suas estruturas internas;
- Embriologia é o estudo do desenvolvimento dos organismos a partir da união dos gametas, as células sexuais parentais, que dão origem ao ovo ou zigoto que, por sua vez, se desenvolve no embrião;
- Epidemiologia é o estudo quantitativo dos processos de doenças nas populações humanas. Inclui o estudo das epidemias, das endemias, da bioestatística, dos fatores de risco relacionados às doenças entre outros tópicos;
- Farmacologia é o estudo das drogas, desde sua obtenção até suas ações benéficas e prejudiciais ao organismo;
- Fisiatria é a área da Medicina que estuda e trata das consequências das doenças que geram a incapacidade física;
- Fisiologia é o estudo do funcionamento normal do organismo;
- Neurociência é um termo que reúne as disciplinas biológicas que estudam o sistema nervoso, especialmente a anatomia e a fisiologia do cérebro humano;
- Oftalmologia é o estudo das patologias oculares, com sua aplicação no diagnóstico e tratamento clinico-cirúrgico;
- Saúde Pública é a aplicação dos conhecimentos médicos, processados pelos epidemiólogos, com o objetivo de impedir a incidência de doença nas populações;
- Angiologia é a especialidade médica que se ocupa do tratamento clínico das doenças que acometem vasos sanguíneos (artérias e veias) e vasos linfáticos. Atua em conjunto com a cirurgia vascular que se ocupa do tratamento cirúrgico das ditas doenças.
- Pediatria é a especialidade médica dedicada à assistência à criança e ao adolescente, nos seus diversos aspectos, sejam eles preventivos ou curativos;
- Urologia é uma especialidade cirúrgica da medicina que trata do trato urinário de homens e mulheres e do sistema reprodutor dos homens.

### Especialidades diagnósticas e de imagem
- Anatomia Patológica: É uma especialidade médica responsável pela realização de diagnósticos de várias doenças, inclusive do câncer, por meio de estudo ao microscópio de amostras de células ou tecidos. Os médicos patologistas são os profissionais responsáveis pelos diagnósticos, gerando laudos que orientam tratamentos, estabelecem prognósticos, garantem a qualidade do atendimento médico e são indispensáveis às campanhas e ações preventivas. No Laboratório de Patologia ou de Anatomia Patológica todos os procedimentos são realizados por médicos patologistas e seus auxiliares. Estes profissionais detêm conhecimento altamente especializado para o diagnóstico de doenças, incluindo o câncer, a partir de estudo de materiais obtidos por aspirações, esfregaços, biopsias e cirurgias. Em cada exame o médico patologista seleciona, de forma individual, as amostras para estudo microscópico, não havendo a possibilidade de automatização por máquinas. Exames anatomopatológicos (biopsias, peças cirúrgicas), Exames imuno-histoquímicos e Exames citopatológicos (preventivos, punções, líquidos orgânicos) são procedimentos médicos e devem ser rigorosamente analisados por médicos patologistas ou por médicos citopatologistas, para que sejam executados de forma confiável;
- Bioestatística é a aplicação de estatística ao campo biológico e médico. Ela é essencial ao planejamento, avaliação e interpretação de todos os dados obtidos em pesquisa na área biológica e médica. É fundamental à epidemiologia e à Medicina baseada em evidências;
- Bioquímica é o estudo das reações químicas que acontecem dentro dos organismos vivos e, levando em conta a estrutura e a função dos componentes celulares e da célula como um todo;
- Física médica — utiliza de conhecimentos da Física para chegar a diagnósticos, bem como auxilia no desenvolvimento de novos equipamentos;
- Histologia é estudo de como as células e o material intercelular se unem para formar os tecidos, como o ósseo, o muscular, o conjuntivo etc;
- Imunologia é o estudo das células e moléculas que compõem o sistema imunitário e de seu funcionamento na defesa do organismo contra agentes infecciosos e células cancerígenas;
- Informática médica é o campo de estudo relacionado à vasta gama de recursos que podem ser aplicados na gestão e utilização da informação biomédica, incluindo a computação médica e o próprio estudo da natureza da informação médica;
- Microbiologia é o estudo dos micro-organismos (protozoários, bactérias, fungos e vírus);
- Toxicologia é o estudo dos efeitos das toxinas e venenos vegetais, animais e minerais;
- Ultrassonografia — Estudo do corpo humano através do ultra-som, que forma sombras e ecos nas estruturas do corpo humano.